# Gimbo
Gimbo est un woreda de la zone Keffa de la région Éthiopie du Sud-Ouest. Ce district a 89 892 habitants en 2007. Son centre administratif est connu entre autres sous le nom de Ufa.

## Géographie
Situé dans la zone Keffa au nord de Bonga, Gimbo s'étend vers le nord-est jusqu'à la région Oromia dont il est séparé par la rivière Gojeb.
| Gewata | Gera        | Shebe Senbo |
| Chena  | Gimbo,      | Menjiwo     |
|        | Bonga Decha |             |

La principale agglomération du district peut s'appeler Bufa, Hufa, Ufa ou Gimbo dans différentes sources. Elle se situe à près de 1 800 m d'altitude au centre du district, une vingtaine de kilomètres au nord de Bonga.
Les autres agglomérations sont
- Diri[1],[6] ou Dire[3] située vers 1 700 m d'altitude[7] au nord-est de Bonga sur la route en direction de Jimma ;
- Gojeb[1],[3] ou Amiyo[8] vers 1 300 m d'altitude[9] qui sont plus loin sur la même route au bord de la rivière Gojeb ;
- Wishiwishi[1] ou Wushwush[3],[10] à près de 2 000 m d'altitude[11] au nord-ouest de Bonga sur la route en direction de Shishinda, Wacha et Mizan Teferi.

## Histoire
Gimbo tient son nom d'une province de l'ancien royaume de Kaffa annexé par l'Éthiopie à la fin du XIXe siècle.
Au XXe siècle le district fait partie de l'awraja Kefa de la province homonyme.
Il se rattache à la zone Keffa de la région des nations, nationalités et peuples du Sud lors de la réorganisation du pays en régions en 1995.
En 2004, le ministère de l'agriculture propose Gimbo dans un programme de réinstallation volontaire qui conduit à l'installation sur place d'environ 31 200 personnes venant d'autres zones.
Gimbo passe dans la nouvelle région Éthiopie du Sud-Ouest en 2021 comme toute la zone Keffa.

## Démographie
D'après le recensement national de 2007 réalisé par l'Agence centrale de la statistique (Éthiopie), Gimbo compte 89 892 habitants et 11 % de la population est urbaine.
La plupart des habitants (87 %) sont orthodoxes, 5 % sont musulmans, 4 % sont protestants et 3 % sont catholiques.
Outre 4 022 habitants au centre administratif, la population urbaine se partage en 2007 entre 2 882 habitants à Gojeb, 2 197 à Wushwush et 517 habitants à Dire.
En 2022, la population est estimée sur le même périmètre à 130 328 personnes avec une densité de population de 158 personnes par km2 et 824 km2 de superficie,.